# Dzaoudzi

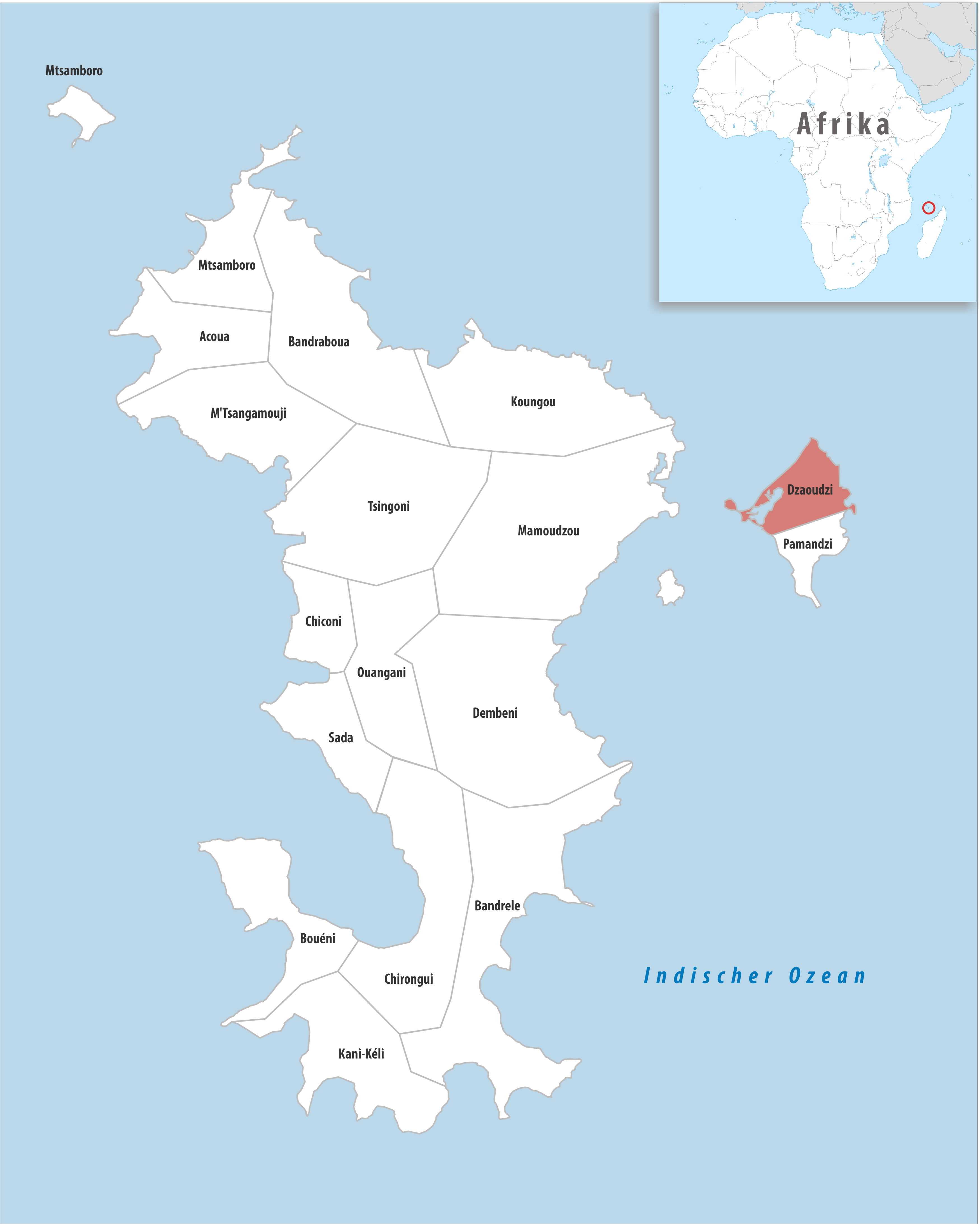
Kommunen Dzaoudzis läge i Mayotte.

Dzaoudzi är en kommun i det franska utomeuropeiska departementet Mayotte i Indiska oceanen. År 2017 hade Dzaoudzi 17 831 invånare.
Dzaoudzi var tidigare Mayottes huvudstad, men denna funktion flyttades 1977 till den nuvarande huvudstaden Mamoudzou.

## Byar
Kommunen Dzaoudzi delas i följande byar (folkmängd 2007 inom parentes):
- Dzaoudzi (272)
- Labattoir (15 067)